# Понте-Сіті
Понте-Сіті (англ. Ponte City)  — найвищий житловий будинок Африки, розташований в Йоганнесбурзі, Південна Африка. Висота 54-поверхового хмарочоса становить 173 метри. Будівництво було завершено 1975 року.
Після закінчення апартеїду багато бандитів переїхало жити в цей будинок. Понте-Сіті стало символом злочинності Йоганнесбурга. У 1990-х роках були пропозиції по створенню в'язниці в хмарочосі. 1999 року у будинку з'явився новий власник, який підвищив рівень безпеки будинку та відремонтував його. На даху розташований найвищий та найбільший рекламний щит у південній півкулі.

## Галерея

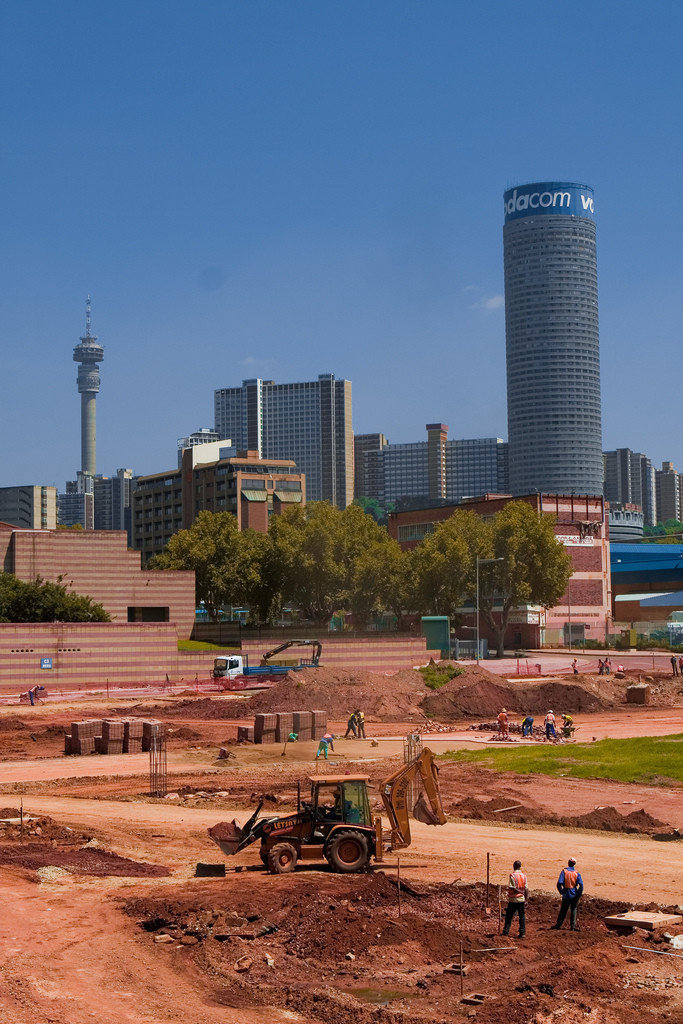
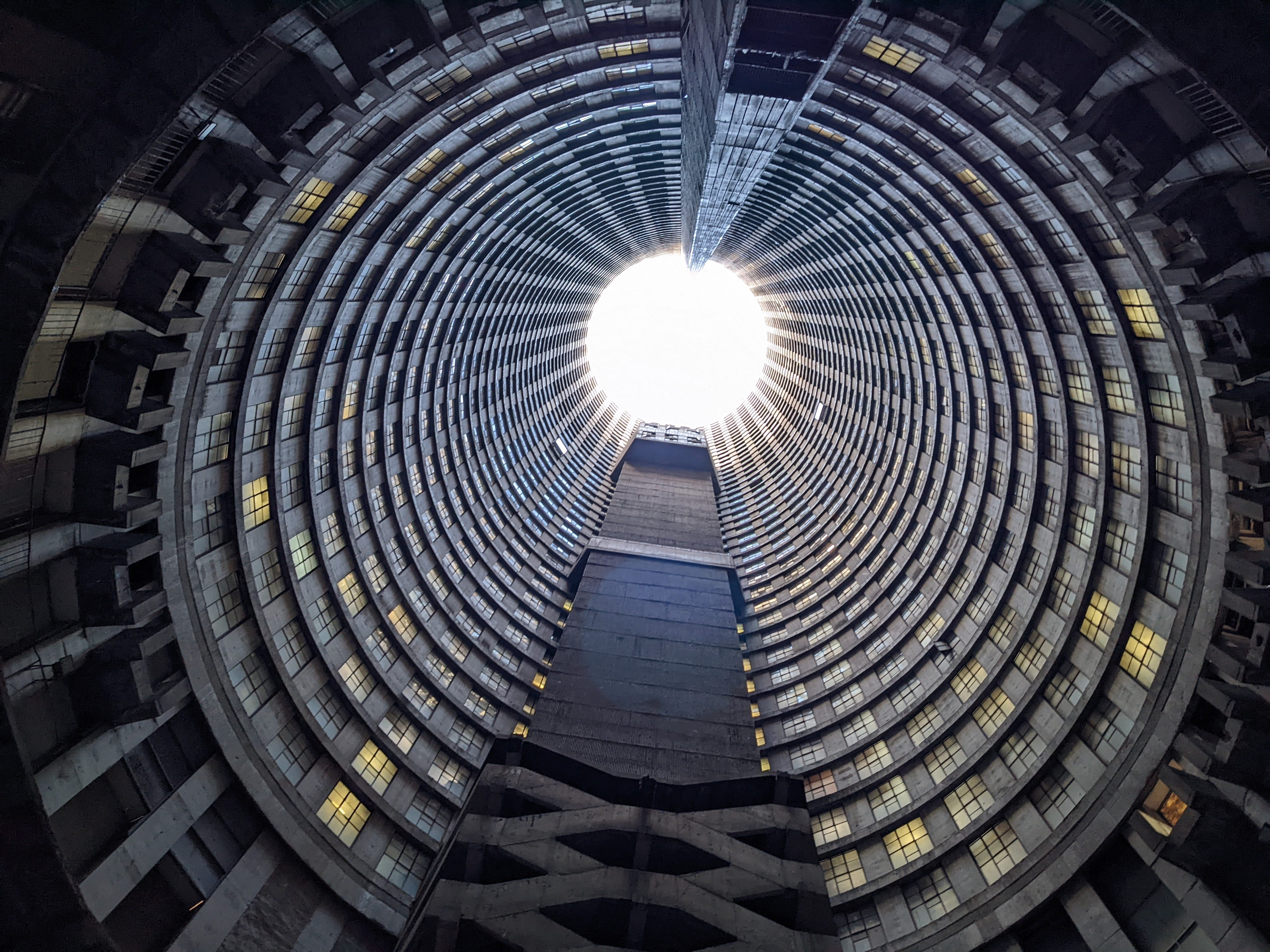